# Hebe (Canova)
Hebe es el tema de una serie de esculturas creadas por Antonio Canova entre 1796 y 1817. El yeso original de esta obra maestra del Neoclasicismo se conserva en la Gipsoteca canoviana de Possagno.

## Historia
Existen cuatro versiones de la estatua, talladas por Canova, además del modelo original en yeso. La primera se realizó en 1796 por encargo del conde Giuseppe Giacomo Vivante Albrizzi y fue enviada a Venecia poco antes de finalizar el año 1799; la vendió en 1830 al rey Federico Guillermo III de Prusia. Este primer ejemplo se encuentra en la Alte Nationalgalerie de Berlín.
La segunda versión de Hebe, en cambio, fue esculpida a petición de Josefina de Beauharnais, primera esposa de Napoleón; Expuesta en el Salón de París en 1808, la obra entró en las colecciones imperiales rusas en 1815, y se exhibe en el Museo del Hermitage de San Petersburgo.
Ambas versiones generaron duras críticas. No gustaron el uso del bronce para la jarra y la copa y una pátina rosada aplicada para dar verosimilitud a la tez de Hebe, la presencia de una nube a sus pies (motivo tomado del repertorio figurativo Barroco y por tanto despreciado) y la falta de expresión en su rostro. A los distintos detractores, Canova respondió de esta manera:

Me hubiera sido muy fácil dársela [la expresión] pero ciertamente a costa de ser criticado por quienes saben entender la belleza; la Hebe se habría convertido en una bacante.

Sin embargo, no faltaron admiradores entusiastas, como Ippolito Pindemonte, que dedicó unas líneas a la obra: «Oh Canova inmortal, que deja atrás / el itálico cincel, y llega al griego». . . ».
Canova, en cualquier caso, ejecutó otras dos versiones: una fue esculpida en 1814 y destinada a Lord Cawdor (actualmente se encuentra en Chatsworth, en el Reino Unido), mientras que la otra fue ejecutada en 1817 por encargo de la condesa Verónica Zauli Naldi Guarini, que pretendía hacer más suntuosa su casa en Forlì. Hoy esta última obra se exhibe en la galería de arte cívico ubicada en los Museos San Domenico de la ciudad de Romagna. En estas dos últimas versiones, Hebe ya no se apoya en una nube, sino en el tronco de un árbol, debido a las virulentas críticas ya comentadas. El modelo en yeso, donado por Canova a su discípulo Pompeo Marchesi, se exhibe actualmente en la Galería de Arte Moderno de Milán.

## Descripción
Se trata ahora la descripción de la Hebe de San Petersburgo, la segunda en orden cronológico; Por otro lado, las distintas versiones se diferencian sólo en algunos pequeños detalles (como el tronco en lugar de la nube).
La obra representa a la diosa Hebe, hija de Zeus y Hera y sirvienta y copera de las divinidades olímpicas. Hebe es representada caminando con paso ligero, casi como una bailarina, inmersa en una actitud reverente y silenciosa. Suspendida sobre una nube, la diosa luce refinado peinado recogido en una diadema y movido por un soplo de viento; su busto está desnudo, mientras que la parte inferior de su cuerpo está envuelta en una fina túnica que, con sus pliegues densos y complejos, realza su cuerpo flexible y juvenil.
Siguiendo la composición de varias estatuas helenísticas, Canova decidió hacer que la joven diosa sostuviera en alto un ánfora y en la mano izquierda una copa ambas de bronce, de cuyo material también está hecha la cinta del cabello: tras la finalización de la obra muchos criticaron la audaz presencia del bronce, juzgándolo como una afrenta a la idea de pureza asociada al uso exclusivo del mármol. Irónicamente, la opción del artista era correcta. El añadido de accesorios y la policromía eran la norma en la estatuaria antigua, pero se perdió con el paso del tiempo, provocando la idea errónea, incluso entre arqueólogos y conservadores de museos, de que las obras se tallaban dejando la apariencia del material empleado, provocando que los artistas renacentistas, barrocos y neoclásicos dejaran también el material tal cual. Los escultores griegos y romanos también podían pulir los miembros e incluso los recubrían con cera o aceites para recrear una carnación verosímil, técnica también empleada por Canova en algunas de sus obras.